# Общност
Общност е термин от социологията. Под общност се разбира група индивиди, които имат емоционална връзка помежду си, преживяват се като част от по-голяма група, която надхвърля границите на семейството и обикновено са групирани по време, интерес, място или друг признак. Общността има споделени ценности и нейните членове са сплотени, а чувството за групова отговорност е силно.
Масовото навлизането на Интернет даде възможност за създаване на виртуални общности, чийто сплотяващ елемент пак е общия интерес, но без оглед къде физически се намират членовете на дадената общност.

## Gemeinschaft and Gesellschaft
В своя труд от 1887 „Gemeinschaft und Gesellschaft“ немският социолог Фердинанд Тьониес прави разграничение между два вида обединения: Gemeinschaft (превеждано като „общност“) и Gesellschaft (превеждано като „общество“). Според Тьониес в общността връзките между отделните членове са по-силни, защото има обща воля. Семейството и роднинските връзки са типични примери за здрави общности; други общи интереси, като например вярата, също могат да доведат до създаването на такива социални групи. Важно е да се отбележи и концепцията за доброволни и относително недоброволни членове. Например, ако една двойка се ожени, тя доброволно създава своя брачна общност, състояща се от съпруга и съпругата. Децата на тази двойка обаче са неволни членове на тази брачна общност, тъй като те нямат избор дали да се присъединят или не. Обществото, от друга страна, е група, в която индивида най-често взема участие изцяло поради собствен интерес и собствено желание. Според Тьониес в реалния живот нито една група не е изцяло общност или общество, а винаги смес от двете.

## Интереси на общността
Всяка общност развива собствен интерес, който произлиза от ежедневието на членовете и съответно е преплетен с ежедневието на всеки един член. Това се подсилва от разделителната линия на ние и другите. Това утежнява много често напускането на дадена общност, тъй като му се придава морална оценка („ти ни изневеряваш“), а общността потиска индивидуалността за сметка на груповото. Политическите партии често биват определяни от техните лидери като общности с цел морално обвързване на членовете и вярност при една евентуална тоталитарна диктатура.